# Julienne Uwacu
Julienne Uwacu, née vers 1979 au Rwanda, est une femme politique rwandaise. Elle est ministre des Sports et de la Culture depuis 2015,.

## Biographie
Sa carrière politique commence avant 2008, alors qu'elle est vice-maire du district de Nyabihu, responsable de l'économie et du développement. En 2008, elle est élue au Parlement, siégeant jusqu'en février 2015. Elle a été vice-présidente de la commission parlementaire des affaires étrangères, de la coopération et de la sécurité.
En 2015, elle est nommée ministre des Sports et de la Culture (Minispoc). Elle est la première femme à accéder à cette fonction. Elle est maintenue à son poste lors du remaniement du 31 août 2017.

## Vie privée
Elle est mariée et mère de trois enfants.